# Sancourt, Nord

Sancourt este o comună în departamentul Nord, Franța. În 1 ianuarie 2022 avea o populație de 197 de locuitori.